# Challenger de Portoroz 2016

El torneo Tilia Eslovenia Open 2016 es un torneo profesional de tenis. Pertenece al ATP Challenger Series 2016. Se disputará su 4ª edición sobre superficie dura, en Portoroz, Eslovenia entre el 8 al el 13 de agosto de 2016.

## Jugadores participantes del cuadro de individuales
| Favorito | País                  | Jugador               | Rank1 | Posición en el torneo |
| -------- | --------------------- | --------------------- | ----- | --------------------- |
| 1        | Bandera de Alemania   | Florian Mayer         | 98    | campeón               |
| 2        | Bandera de Argentina  | Renzo Olivo           | 110   | Cuartos de final      |
| 3        | Bandera de Eslovaquia | Jozef Kovalík         | 125   | Segunda ronda         |
| 4        | Bandera de Eslovenia  | Grega Žemlja          | 142   | Semifinales           |
| 5        | Bandera de Alemania   | Peter Gojowczyk       | 151   | Baja                  |
| 6        | Bandera de Hungría    | Márton Fucsovics      | 160   | Cuartos de final      |
| 7        | Bandera de Rusia      | Alexander Kudryavtsev | 169   | Semifinales           |
| 8        | Bandera de Bélgica    | Ruben Bemelmans       | 170   | Segunda ronda         |

- 1 Se ha tomado en cuenta el ranking del 1 de agosto de 2016.

### Otros participantes
Los siguientes jugadores recibieron una invitación (wild card), por lo tanto ingresan directamente al cuadro principal (WC):
- Tom Kočevar-Desman
- Blaž Kavčič
- Sven Lah
- Yannick Maden

Los siguientes jugadores ingresan al cuadro principal tras disputar el cuadro clasificatorio (Q):
- Daniel Cox
- Cem İlkel
- Edan Leshem
- Vadym Ursu

## Campeones

### Individual Masculino
- Florian Mayer derrotó en la final a  Daniil Medvedev, 6–1, 6–2

### Dobles Masculino
- Sergey Betov /  Ilia Ivashka derrotaron en la final a  Tomislav Draganja /  Nino Serdarušić, 1–6, 6–3, [10–4]